# إيلنغا

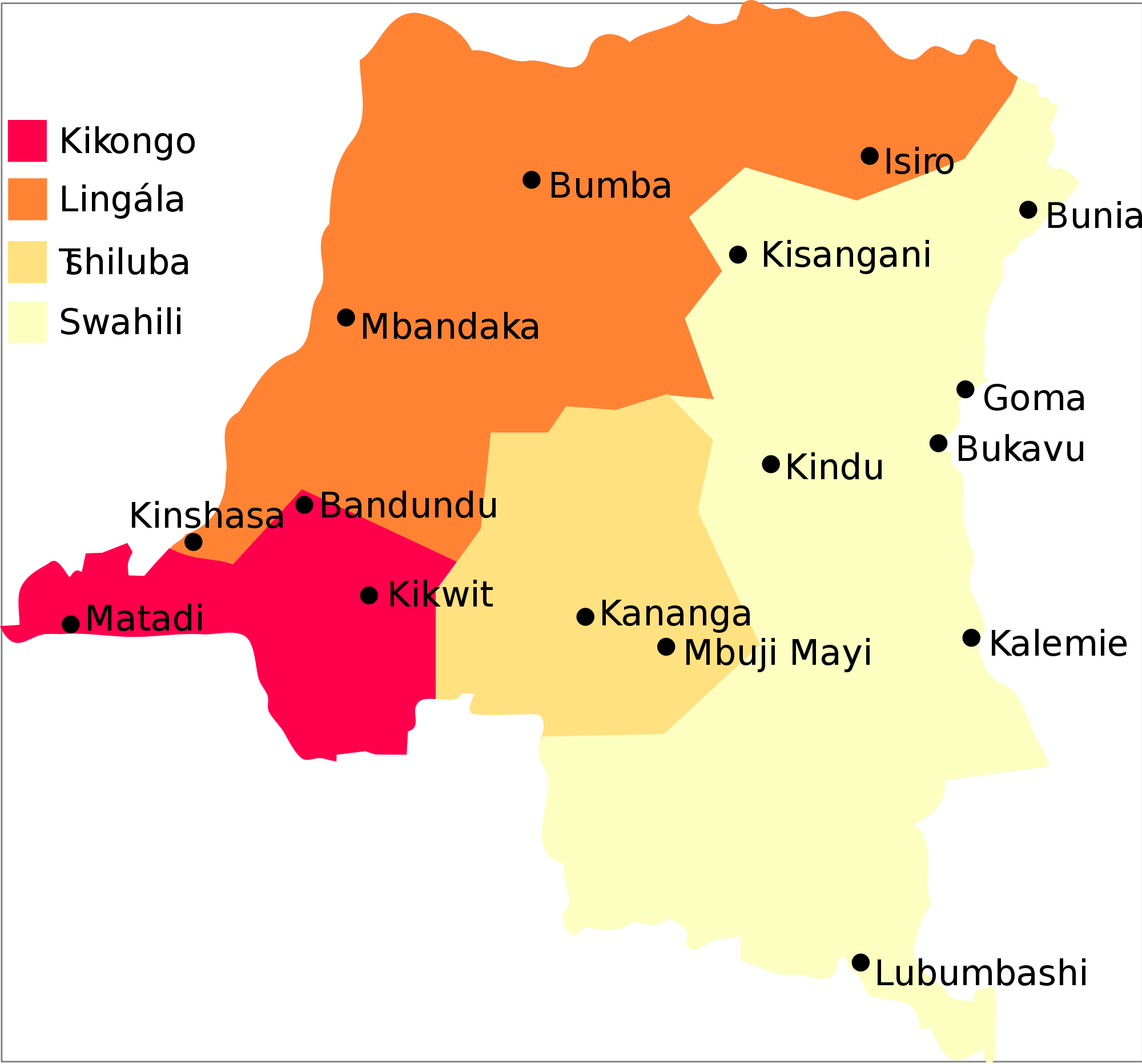

إيلنغا كلمة بنتوية تطلق على «من يعفو بعد المضايقة الأولى، ويصفح في الثانية، لكن ليس في الثالثة». وفي استطلاع للرأي أكد ألف لغوي أنها أصعب كلمة للترجمة في العالم.